# Quién fuera
«Quién fuera» es una canción del músico, compositor y trovador cubano Silvio Rodríguez, perteneciente a su noveno álbum de estudio Silvio, el primero de la trilogía Silvio, Rodríguez y Domínguez, lanzados a principios de los años noventa. 
En la canción se expresa el deseo de encontrar el amor y conseguir una mujer, y además se nombra a los siguientes artistas reconocidos:  Violeta Parra, John Lennon, Paul McCartney, Chico Buarque y Sindo Garay.

## Versión de Los Bunkers
El grupo de rock chileno Los Bunkers realizó una versión de la canción en el álbum tributo a Silvio Rodríguez, Música libre, lanzado en el año 2010. Contó con la participación del productor, vocalista, tecladista y guitarrista de Cafe Tacvba, Emmanuel del Real en la producción.
Fue lanzado como el segundo sencillo del álbum el 24 de noviembre del mismo año en Chile y México de forma simultánea.
El tema consiguió llegar a la posición número #1 en Chile, siendo el primer número uno de la banda en el país. En esta canción Gonzalo López toca  la guitarra eléctrica, mientras que Mauricio Durán toca el bajo, algo que ya había ocurrido en la canción "El festín de los demás", del álbum La Culpa.

### Video musical
La banda presentó un videoclip para promocionar el sencillo, estrenado en el año 2011. El video fue dirigido por Paco Ibarra.

### Recepción
Fue lanzado como el segundo sencillo del álbum el 24 de noviembre de 2011 en Chile y México de forma simultánea.  El sencillo consiguió llegar a la posición número #1 en Chile, siendo el primer número uno de la banda en el país.
Obtuvo excelentes críticas y fue el sencillo de mayor ventas del álbum.

### Posiciones en listas
| Lista                 | Posición | Semanas |
| --------------------- | -------- | ------- |
| Chile (Chile Top 100) | 1        | 27      |